# Oreohelix subrudis
Oreohelix subrudis är en snäckart som först beskrevs av Reeve 1854.  Oreohelix subrudis ingår i släktet Oreohelix och familjen Oreohelicidae. Inga underarter finns listade i Catalogue of Life.